# Consalvo
Consalvo  è un nome proprio di persona italiano maschile.

## Varianti
- Maschili: Gonsalvo[1], Gundisalvo

### Varianti in altre lingue
- Basco: Gontzal, Jainkoa
- Catalano: Gonçal[2][3]
- Francese: Gonzalve
- Latino: Gundisalvus[2]
- Polacco: Gonsalwy
- Portoghese: Gonçalo[2]
- Spagnolo: Gonzalo[2][3]
  - Ipocoristici: Gonzo[3]

## Origine e diffusione
Continua il nome latino medievale Gundisalvus, di origine visigota. Il primo elemento da cui è composto si può certamente identificare nel germanico gund o gundi, "guerra", da cui anche Cunegonda, Ildegonda, Aldegonda e Günther. Il secondo elemento è più incerto: difficile, ma non del tutto escludibile, una connessione con il latino salvus, "salvo", "illeso", ipotesi che porta a interpretare il significato complessivo come "colui che soccorre in battaglia"; potrebbe però essere ricondotto anche al gotico saiwala, "anima". La diffusa forma spagnola, Gonzalo, è usata anche nei paesi di lingua inglese dal XIX secolo.

## Onomastico
L'onomastico si può festeggiare il 5 febbraio in ricordo di san Gonsalvo Garcia, uno dei martiri di Nagasaki. Si commemorano con questo nome anche alcuni beati:
- 10 gennaio, beato Gonzalo di Amarante, religioso e predicatore[4]
- 15 ottobre, beato Gonsalvo da Lagos, teologo[5]
- 10 dicembre, beato Gonzalo Vines Masip, sacerdote martire a Vallés[6]

## Persone
- Consalvo Carelli, pittore italiano
- Consalvo Dell'Arti, attore italiano

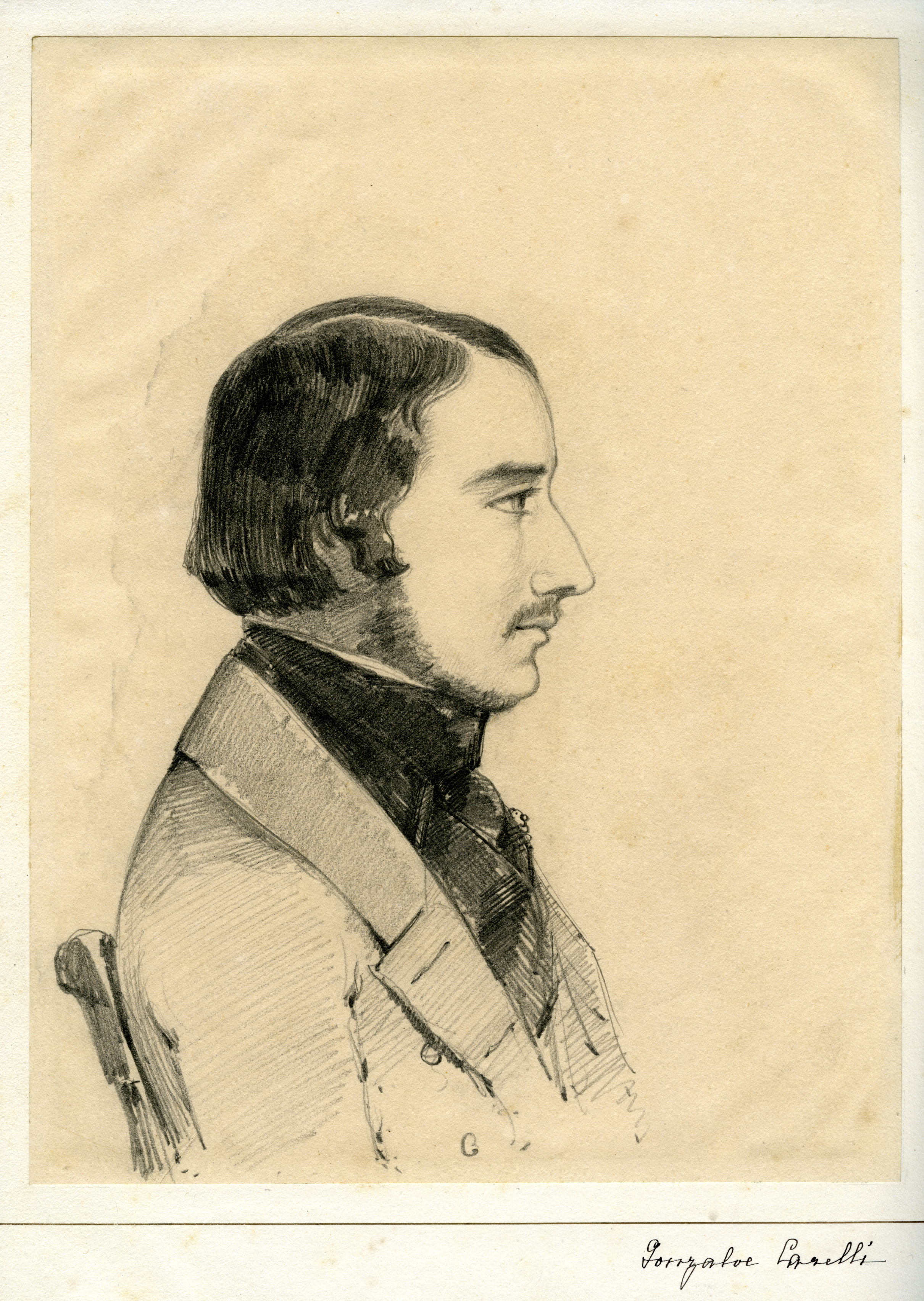
Consalvo Carelli

- Consalvo Sanesi, pilota automobilistico italiano

### Variante Gonzalo

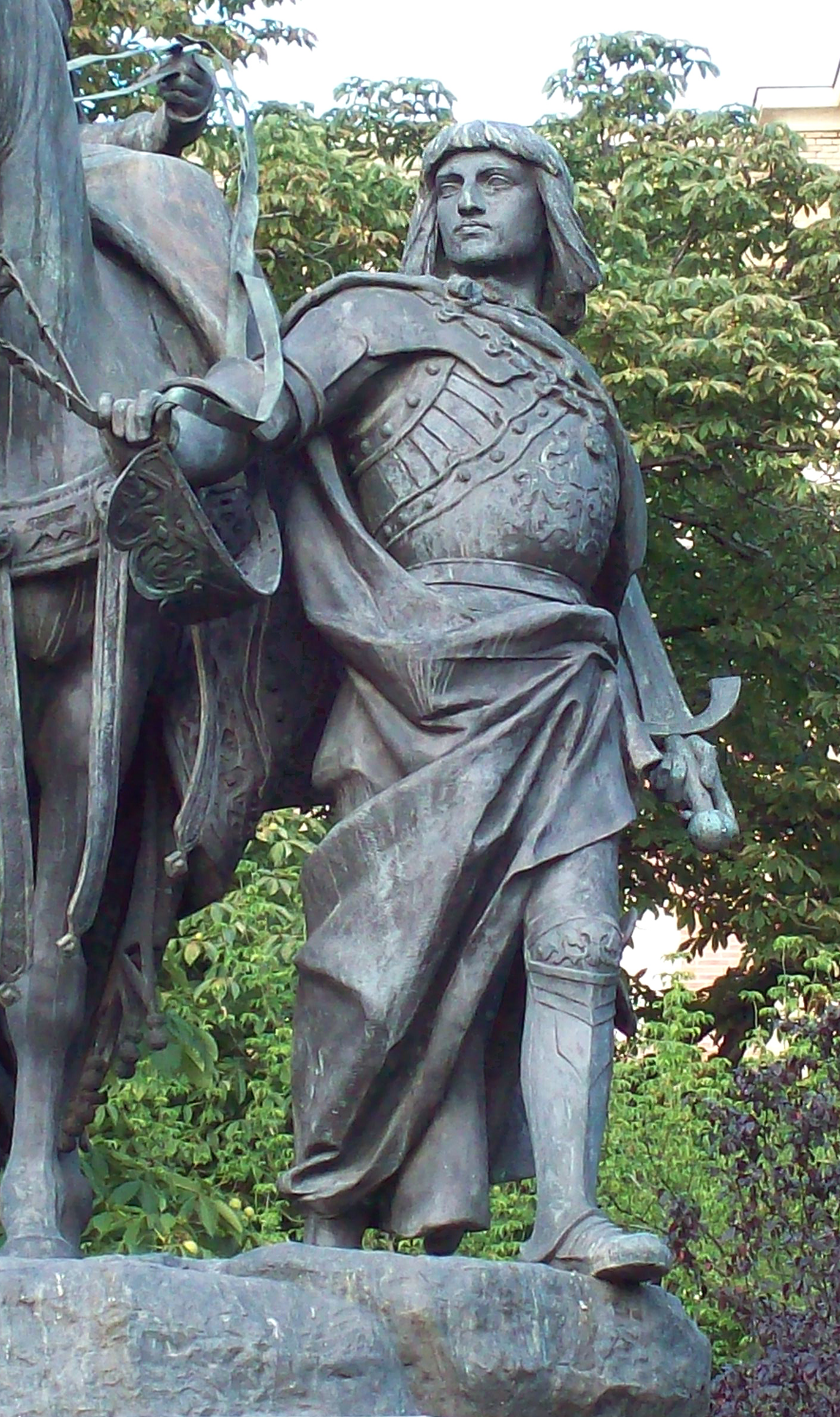
Gonzalo Fernández de Córdoba

- Gonzalo Bergessio, calciatore argentino
- Gonzalo de Berceo, poeta e scrittore spagnolo
- Gonzalo Fernández de Burgos, conte di Castiglia
- Gonzalo Fernández de Córdoba, generale spagnolo e viceré di Napoli
- Gonzalo Fernández de Oviedo y Valdés, storico e naturalista spagnolo
- Gonzalo Fierro, calciatore cileno
- Gonzalo Guerrero, marinaio spagnolo
- Gonzalo Higuaín, calciatore argentino
- Gonzalo Pérez, pittore spagnolo
- Gonzalo Pizarro, conquistador spagnolo
- Gonzalo Rojas, poeta cileno
- Gonzalo Sánchez de Lozada, politico, economista e imprenditore boliviano
- Gonzalo Javier Rodríguez, calciatore argentino

### Variante Gonçalo

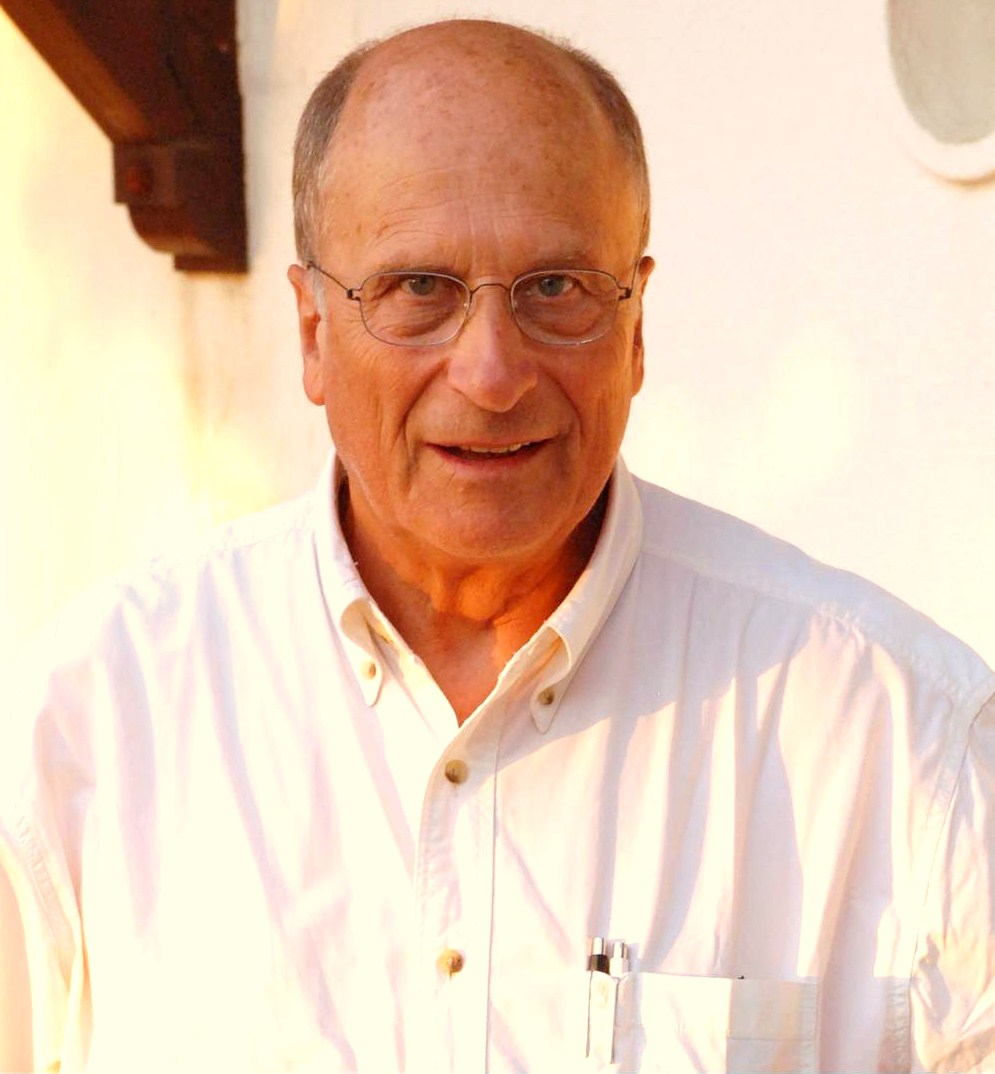
Gonçalo Byrne

- Gonçalo Brandão, calciatore portoghese
- Gonçalo Byrne, architetto portoghese
- Gonçalo da Silveira, gesuita portoghese
- Gonçalo Eanes do Vinhal, trovatore portoghese
- Gonçalo Garcia, trovatore portoghese
- Gonçalo M. Tavares, poeta, narratore e autore teatrale portoghese
- Gonçalo Velho, navigatore portoghese

### Variante Gonçal
- Gonçal Mayos Solsona, saggista e filosofo spagnolo

## Il nome nelle arti
- Consalvo è un personaggio nel Conquisto di Granata di Girolamo Graziani.
- Consalvo è il titolo e il protagonista della ventisettesima poesia dei Canti di Giacomo Leopardi.
- Consalvo Uzeda è uno dei personaggi del romanzo I Viceré di Federico De Roberto.